# Ruta del Río Vexo
El PR-G35 (el río de los dos nombres) es un Sendero circular de Pequeño Recorrido que discurre en el área de Betanzos (Galicia). Se encuentra homologado por la Federación Gallega de Montañismo y se ha señalizado de acuerdo a la normativa de la misma.

## Características

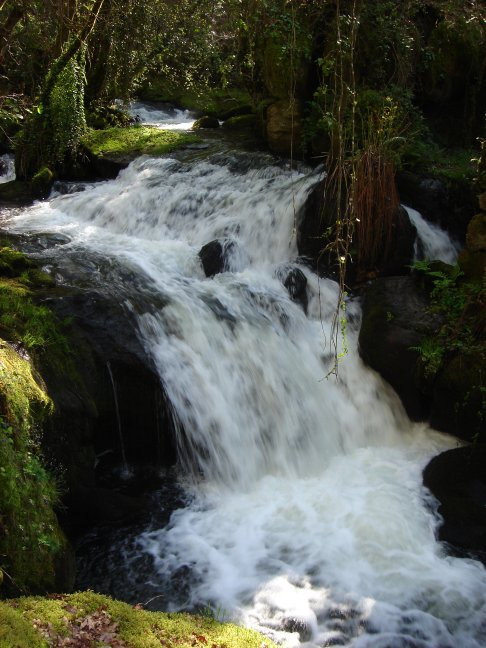
El Río Vexo

Nombre: PR-G35: el Río de los dos Nombres
Longitud: 3,9 km
Zona: A Ponte Xora, Coirós
Tipo: Circular
Mapa I.G.N.: 46 - III (Oza dos Ríos)
Dificultad M.I.D.E.: 2-2-3-1

## El Recorrido
La ruta comienza en A Ponte Xora en la ribera del río Vexo, en el punto de partida hay información sobre la ruta la cual discurre alrededor del río permitiendo disfrutar de los restos de los molinos que allí se encontraban, siete en total. A continuación se dirige hacia una central hidroeléctrica, señalizada como Fábrica de Luz, para terminar en el punto de partida.

## Simbología
Todo el recorrido está marcado con las dos líneas horizontales blanco y amarillo típicas del recorrido pequeño.
- Datos: Q6114452